# Norbornano
El norborano es un hidrocarburo bicíclico saturado cuya fórmula molecular es C7H12. A temperatura ambiente se presenta como un sólido cristalino. Su nombre deriva del bornano (1,7,7-trimetilbiciclo[2.2.1]heptano) el prefijo "nor-" indica la ausencia de los tres metilos. 

## Síntesis
El norbornano se puede preparar por reducción de norborneno. Este se prepara por una reacción de Diels-Alder con ciclopentadieno y etileno: